# Верхнемамбетово
Верхнемамбетово, также Верхний Мамбет (баш. Үрге Мәмбәт) — деревня в Акмурунском сельсовете Баймакского района Республики Башкортостан России.
С 2005 года имеет современный статус.

## Географическое положение
Расстояние до:
- районного центра (Баймак): 8,3 км,
- центра сельсовета (Акмурун): 14 км,
- ближайшей железнодорожной станции (Сибай): 48 км.

## История
Название восходит к «үрге» —  верхний и личного имени Мамбет.
Статус деревни, сельского населённого пункта, посёлок получил согласно Закону Республики Башкортостан от 20 июля 2005 года № 211-з «О внесении изменений в административно-территориальное устройство Республики Башкортостан в связи с образованием, объединением, упразднением и изменением статуса населенных пунктов, переносом административных центров», ст.1:

6. Изменить статус следующих населенных пунктов, установив тип поселения — деревня:

5) в Баймакском районе:…

в) поселка Верхнемамбетово Акмурунского сельсовета

## Население
| 2002 | 2009 | 2010 |
| ---- | ---- | ---- |
| 180  | ↗182 | ↘162 |

Национальный состав
Согласно переписи 2002 года, преобладающая национальность — башкиры (97 %).